# Rita Nyampinga
Beauty Rita Nyampinga (1958) es una activista zimbabuense en favor de las mujeres presas. Fue galardonada con el Premio Internacional a las Mujeres de Coraje en marzo de 2020 por el secretario de Estado de los Estados Unidos.

## Activismo
Nyampinga en 1983 se afilió a un sindicato, lo que le supuso un conflicto con las autoridades. En 2007 protestaba por la falta de disponibilidad de medicamentos antirretrovirales cuando fue arrestada. Mientras estuvo encarcelada durante la noche, se dio cuenta de las terribles condiciones de los presas. Seis mujeres tuvieron que compartir un balde como inodoro y deshacerse de las toallas sanitarias usadas fue vergonzoso y difícil. Decidió que debía ayudar a las personas que, como ella,  estaban encarceladas, pero durante más tiempo. Decidió que el choque traumático de la prisión era mucho máyor para las mujeres que para los hombres.
Años más tarde organizó un «Fondo de apoyo a las presas», que ayuda a las mujeres encarceladas y a sus hijos. Se convirtió en la directora, pero no había financiación ni oficina. Se registró oficialmente en 2012, pero había estado en funcionamiento desde 2010.
Las mujeres que cumplieron sus condenas podían encontrar que ser puestas en libertad no era el final de su castigo. Después de largas condenas por delitos graves como el infanticidio, podían descubrir que sus maridos se habían vuelto a casar y sus familias las rechazaban.
Participa activamente en varias causas y es miembro de la Coalición de Crisis en Zimbabue, la Coalición de Mujeres de Zimbabue, la Academia de Mujeres para la Excelencia en el Liderazgo Político y la Red de Apoyo a las Mujeres con SIDA.

## Premios y reconocimientos
Nyampinga ganó el premio a la Activista de Derechos Humanos del Año en 2014 de Alpha Media House. Fue galardonada con el Premio Internacional a las Mujeres de Coraje en marzo de 2020 por el secretario de Estado de los Estados Unidos.